# 128 Pułk Artylerii Przeciwlotniczej

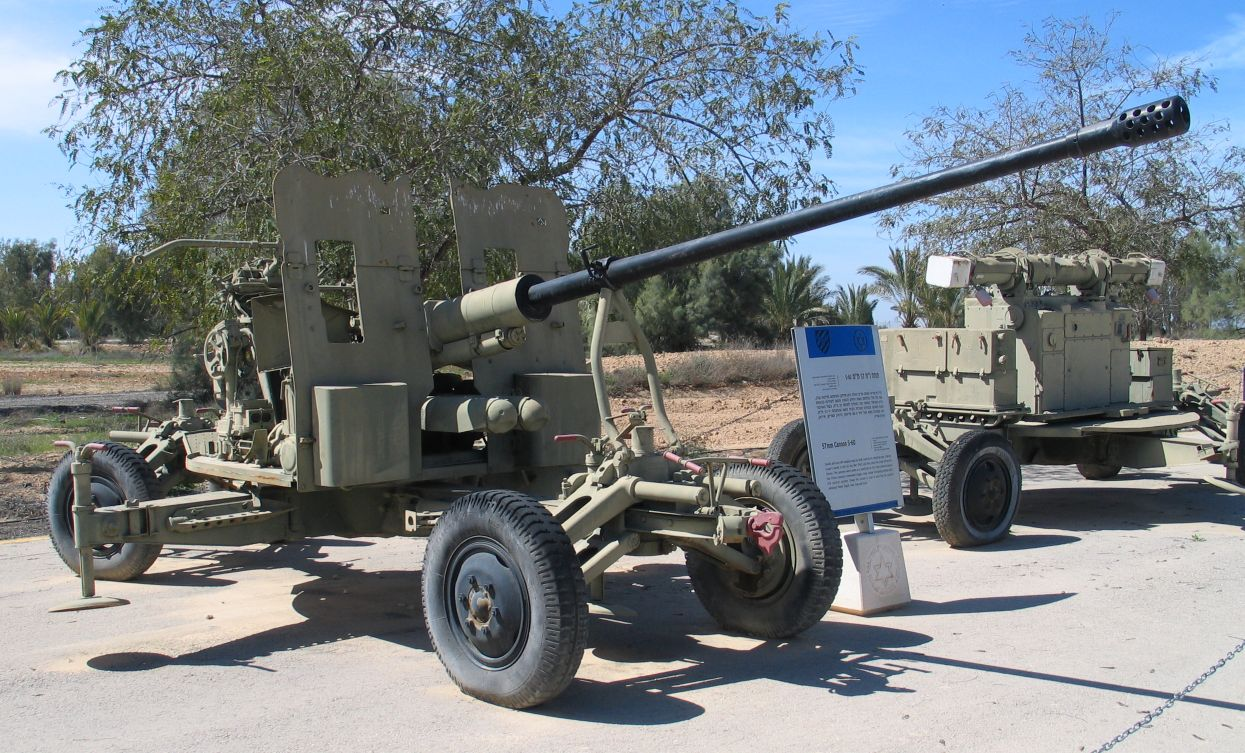
S-60 – armata pułku

128 Pułk Artylerii Przeciwlotniczej (128 paplot) – oddział Wojsk Obrony Przeciwlotniczej Sił Zbrojnych PRL.

## Formowanie i zmiany organizacyjne
W 1951 roku, w garnizonie Wędrzyn, w składzie 5 Saskiej Dywizji Piechoty został sformowany 26 dywizjon artylerii przeciwlotniczej. W 1955 roku dywizjon przeformowany został w 128 pułk artylerii przeciwlotniczej. W 1957 roku pułk został ponownie przeformowany w 26 Dywizjon Artylerii Przeciwlotniczej i podporządkowany dowódcy 4 Pomorskiej Dywizji Piechoty. W czerwcu 1960 roku dywizjon został dyslokowany do Skwierzyny, a w październiku 1966 roku ponownie przeformowany w 128 Pułk Artylerii Przeciwlotniczej. W 1975 roku pułk został przeniesiony do garnizonu Czerwieńsk. W 1993 roku oddział został przemianowany na 4 pułk artylerii przeciwlotniczej, a rok później na 4 pułk przeciwlotniczy.

## Struktura organizacyjna
Dowództwo i sztab
- bateria dowodzenia
  - pluton rozpoznawczy
  - pluton łączności
  - pluton RSWP
- 4 baterie przeciwlotnicze
  - 2 plutony ogniowe
- plutony: remontowy, zaopatrzenia, medyczny

Na uzbrojeniu i wyposażeniu pułku znajdowały się między innymi:
- 24 armaty przeciwlotnicze S-60 kalibru 57 mm
- RSWP "Jawor"
- RSA SON-9A
- 4 WD Rekin-1
- 1 WD Rekin-2